# Großer See (Grünz)
Der Große See ist ein See bei Grünz im Landkreis Vorpommern-Greifswald in Mecklenburg-Vorpommern.
Das etwa 16 Hektar große Gewässer befindet sich im Gemeindegebiet von Penkun, einen Kilometer südöstlich vom Ortszentrum in Grünz entfernt. Der See hat keinen natürlichen Abfluss. Es gibt jedoch einen Zufluss in Form eines Grabens, der vom Dorfsee verläuft. Die maximale Ausdehnung des Großen Sees beträgt etwa 1040 mal 260 Meter.